# Sceliphron quartinae
Sceliphron quartinae là một loài côn trùng cánh màng trong họ Sphecidae, thuộc chi Sceliphron. Loài này được Gribodo miêu tả khoa học đầu tiên năm 1884.